# Бенгтшер
Бенгтшер (на фински: Bengtskär) е морски фар в Архипелагово море (част от Балтийско море, край Югозападна Финландия).
Разположен е на около 25 km югозападно от град Ханко във Финландия. Построен е през 1906 г. Той е най-високият морски фар на Скандинавския полуостров. Височината му е 45,8 метра и достига 51 м надморска височина.

## История
Решение за построяването на морския фар се взема през 1905 г. след инцидент с финландски параход. Строителните работи започват през 1906 г., а през август същата година е открит. Проектният план и други документи по построяването му са зазидани в капсула на времето в една от стените на фара.
Специалният газов фенер е доставен от Париж и пуснат в действие за първи път на 19 декември 1906 г. Светлинният лъч се вижда на разстояние от 20 морски мили..
На 26 юли 1941 г. по време на финско-съветската война съветски военни решават да завземат острова, където се намира морският фар и да го взривят, тъй като се използва от финландската войска за наблюдение на Финския залив и възможно навлизане на съветски кораби. Финландската войска успява да отбие нападението. Загиват няколко десетки души, а 28 съветски военни са пленени. Морският фар е повреден, но не и разрушен.
В края на 1960 години фарът е автоматизиран. През 1990-те години е изоставен, а след това университета в Турку го взима под аренда и е ремонтиран. През 1995 г. фарът е открит за туристи. Посещава се ежегодно от около 13 000 – 15 000 туристи. В сградата на морския фар е открит музей и малък ресторант. Посещенията се осъществяват между юни и септември.
Бенгтшер се споменава в една от книгите от поредицата за Muumipappa на Туве Янсон.

## Галерия
- Преди да бъде построен морският фар.
- По време на изграждането му, 11 август 1906 г.
- Морският фар през нощта